# Benjamin Thorpe
Benjamin Thorpe, född 1782, död den 19 juli 1870, var en engelsk språkforskare.
Thorpe kan anses som en bland de främsta grundläggarna av det vetenskapliga studiet av angelsaxiskan (fornengelskan) inom England i förra hälften av 1800-talet. 
Han utgav en stor mängd angelsaxiska texter, såväl poetiska som prosaiska, en Northern mythology (3 band, 1851) med mera.